# Peacock Theatre

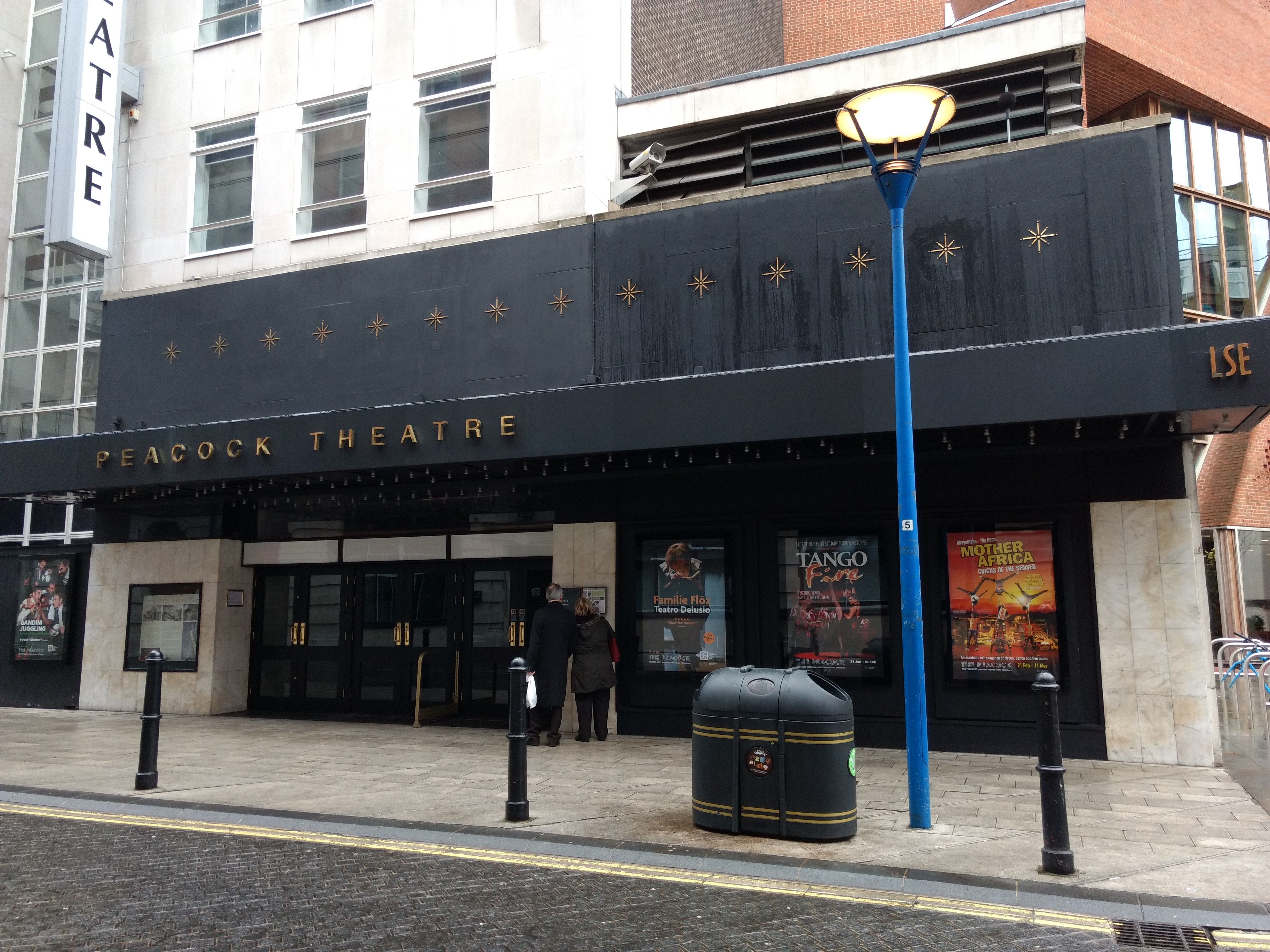
Vue de l'entrée du Peacock Theatre en 2017

Le Peacock Theatre est un théâtre du West End de la cité de Westminster, (Londres), situé dans la rue du Portugal, près de Aldwych. La maison de 999 sièges est détenue et comprend une partie du campus de la London School of Economics and political sciences  qui utilise le théâtre pour des conférences, des débats publics, des discours politiques et des journées portes ouvertes. L'université dispose d'un bail emphytéotique avec le principal centre de Londres pour la danse contemporaine, le Sadler's Wells Theatre, avec lequel elle a négocié un accord pour mettre les compagnies de danse sous la bannière « Sadler's Wells dans le West End ». Le lieu est souvent l'hôte de spectacles de danse, conférences, ballets, concerts de musique pop et remises de prix.